# Bupleureae
Tribu
Classification APG III (2009)
Les Bupleureae sont une tribu de plantes à fleurs de la sous-famille des Apioideae dans la famille des Apiaceae.

## Nom
La tribu des Bupleureae est décrite en 1820 par le botaniste allemand Kurt Sprengel.

## Liste des genres
Selon NCBI :
- Bupleurum (Buplèvre)
- Hohenackeria